# 史密斯 (公司)
Sipsmith（史密斯）（英国：Sipsmith）是英国品牌的杜松子酒。

## 历史
Sipsmith于2009年在伦敦成立，它是1820年以后的189年间第一个用镀铜锅为底来酿酒的，是伦敦市范围内仅有的四间杜松子酒酿酒厂的其中一间。
Yeomen Warders杜松子酒酒厂（1820年成立）， Thames Distillers,Sacred Spirits和Sipsmith是在伦敦仅剩的得到许可的酿酒厂。
Sipsmith是由前Fuller’s Brewery员工Sam Galsworthy和帝亞吉歐员工Fairfax Hall推出的, Jared Brown，他在过去的12年来分别在瑞典、挪威、越南和美国开发了烈酒。 
Sipsmith酒厂位于伦敦西部的住宅区，之前是个微型酒厂，采用的是名为“Prudence”的酿酒机器，这种酿酒机器的容量为300升（66英加仑；79美加仑）。

## 产品
Sipsmith最先生产的两种烈酒是大麦伏特加和伦敦干琴酒。这两种酒都是小批量生产的，每次大约生产120 到160瓶。每一批货都是由传统的方式生产的，分为三个步骤：废弃酒头，保留蒸馏核心，丢弃酒尾。蒸馏核心是根据其最终酒瓶上的度数与Lydwell（泰晤士河在科茨沃尔德的源头之一）的泉水进行稀释的。
伦敦干琴酒的度数是41.6°，是一款经典的伦敦干式杜松子酒。它是经过10种植物药浸泡而成的，分别有：杜松子、芫荽籽、当归、甘草、鸢尾根、杏仁粉、桂皮、肉桂、橘皮和柠檬皮。

## 史密斯酒的种类
- Sipsmith London Dry Gin 的体积比是41.6°，是一款经典的伦敦干式杜松子酒。它是经过10种植物药浸泡而成的，分别有：杜松子、芫荽籽、当归、甘草、鸢尾根、杏仁粉、桂皮、肉桂、橘皮和柠檬皮。
- Sipsmith Barley Vodka 伏特加的体积比是40%。一款未经过滤且不加糖的伏特加酒。这款烈酒的味道源于其重要的商品粮基地。
- Sipsmith Sloe Gin (黑刺李琴酒) 的体积比是29%，发行于2010年10月。
- Sipsmith Summer Cup 的体积比是29%，发行于2011年8月水果杯的其中一类
- Sipsmith Damson Vodka (伏特加) 的体积比是28%，发行于2011年。

酒厂荣获2010 Observer Food Monthly最佳新人奖